# Machimus longipennis
Machimus longipennis là một loài ruồi trong họ Asilidae. Machimus longipennis được Lehr miêu tả năm 1999. Loài này phân bố ở vùng Cổ Bắc giới.